# Gerald Battrick
Gerald Battrick (* 27. Mai 1947 in Bridgend, Wales; † 26. November 1998 ebenda) war ein britischer Tennisspieler.

## Karriere
Gerald Battrick erhielt 1962 als Schüler aufgrund seines Tennistalents ein Stipendium für das angesehene Sportinternat Millfield School. Mit 14 Jahren spielte er bereits für das walisische Herrenteam. Er gewann 1965 die Juniorenwettbewerbe von Wimbledon, der internationalen französischen Meisterschaften, die später als French Open ausgetragen wurden, und die belgischen Juniorenmeisterschaften.
Bei den Senioren feierte er 1968 größere Erfolge. In London verlor er das Halbfinale gegen den späteren Titelträger Bob Hewitt. Im Doppel erreichte er mit Bobby Wilson das Finale von Kitzbühel, in dem sie dem deutschen Doppel Wilhelm Bungert und Jürgen Faßbender unterlagen. Im März 1970 stand er zum ersten Mal in der Finalrunde auf der ATP Tour. In Caracas musste er sich Tom Gorman geschlagen geben. Zwei Wochen später sicherte er sich in Curaçao seinen ersten Titel, als er den Spanier Juan Gisbert besiegte. Im Jahr 1971 folgten seine drei weiteren Einzeltitel in Bournemouth, Hilversum und London. Weitere Einzeltitel konnte er nicht gewinnen.
1970 und 1971 trat Battrick zweimal für die britische Davis-Cup-Mannschaft an. Er gewann zwei von fünf Matches.
Als er 1972 wechselte Battrick in die Profitour von Lamar Hunt, weshalb er zwischenzeitig nicht in Wimbledon starten durfte. Ab 1974 spielte er dort wieder.
An der Seite von Graham Stilwell gelang ihm 1973 sein einziger Doppeltitel; sie bezwangen im Finale von Columbus das Doppelteam Colin Dibley und Charlie Pasarell. Im selben Jahr erreichten Stilwell und er zudem die Finalrunden in Chicago und London, die sie beide verloren. Dies waren seine letzten Finalmatches auf der Tour.
Während seiner Karriere konnte der Waliser nicht die in der Jugend prophezeiten Leistungen erbringen. Er konnte sich in Rangliste nie vor Mark Cox und Roger Taylor platzieren. Sein letztes internationales Turnier spielte er 1976 im Alter von 29 Jahren, wobei er in den letzten drei Jahren jedoch selten weiter als die zweite Runde kam. Am Ende seiner Karriere ging Battrick nach Hamburg. Dort spielte er in der Tennisbundesliga und arbeitete als Trainer.

## Persönliches
Battrick wuchs als Sohn eines Amtarztes auf. Seine Mutter gehörte dem Ausschuss der Welsh Lawn Tennis Association an.
Er war mit Carolyn Camp verheiratet, mit der er einen Sohn und eine Tochter hatte. Nach der Rückkehr nach Wales im Jahr 1981, eröffnete er in Bridgend eine Tennisschule. Im Jahr 1997 wurde bei ihm ein Hirntumor diagnostiziert. Im November 1998 starb er im Krankenhaus in seinem Geburtsort.

## Erfolge
| Legende                  |
| Grand Slam               |
| Saisonendveranstaltungen |
| Open-Era-Turniere (5)    |

| Titel nach Belag |
| Hartplatz (2)    |
| Rasen            |
| Sand (2)         |
| Teppich (1)      |

### Einzel

#### Turniersiege
| Nr. | Datum             | Turnier     | Belag       | Finalgegner       | Ergebnis           |
| --- | ----------------- | ----------- | ----------- | ----------------- | ------------------ |
| 1.  | 23. März 1970     | Curaçao     | Hartplatz   | Juan Gisbert      | 2:6, 6:3, 7:5, 6:4 |
| 2.  | 22. Mai 1971      | Bournemouth | Sand        | Željko Franulović | 6:3, 6:2, 5:7, 6:0 |
| 3.  | 1. August 1971    | Hilversum   | Sand        | Ross Case         | 6:3, 6:4, 9:7      |
| 4.  | 20. November 1971 | London      | Teppich (i) | Bob Hewitt        | 0:6, 6:1, 6:3      |

#### Finalteilnahmen
| Nr. | Datum           | Turnier  | Belag     | Finalgegner      | Ergebnis           |
| --- | --------------- | -------- | --------- | ---------------- | ------------------ |
| 1.  | 15. März 1970   | Caracas  | Hartplatz | Tom Gorman       | 2:6, 4:6, 6:3, 4:6 |
| 2.  | 12. April 1970  | Kingston | Hartplatz | Christian Kuhnke | 4:6, 0:6           |
| 3.  | 12. August 1973 | Clemmons | Sand      | Jaime Fillol     | 2:6, 4:6           |

### Doppel

#### Turniersiege
| Nr. | Datum          | Turnier  | Belag     | Partner         | Finalgegner                   | Ergebnis |
| --- | -------------- | -------- | --------- | --------------- | ----------------------------- | -------- |
| 1.  | 5. August 1973 | Columbus | Hartplatz | Graham Stilwell | Colin Dibley Charlie Pasarell | 6:4, 7:6 |

#### Finalteilnahmen
| Nr. | Datum              | Turnier   | Belag         | Partner         | Finalgegner                       | Ergebnis                |
| --- | ------------------ | --------- | ------------- | --------------- | --------------------------------- | ----------------------- |
| 1.  | 12. August 1968    | Kitzbühel | Sand          | Bobby Wilson    | Wilhelm Bungert Jürgen Faßbender  | 3:6, 5:7                |
| 2.  | 15. März 1971      | Caracas   | Hartplatz     | Peter Curtis    | Thomaz Koch José Edison Mandarino | 4:6, 6:3, 7:6, 4:6, 6:7 |
| 3.  | 30. September 1973 | Chicago   | Hartplatz (i) | Graham Stilwell | Owen Davidson John Newcombe       | 7:6, 6:7, 6:7           |
| 4.  | 17. November 1973  | London    | Teppich (i)   | Graham Stilwell | Mark Cox Owen Davidson            | 4:6, 6:8                |